# Hopeless Records
Hopeless Records is een Amerikaanse onafhankelijk platenlabel afkomstig uit Los Angeles, Californië en is opgericht in 1993 door Louis Posen. Het label richt zich voornamelijk op punkrock, poppunk, post-hardcore, alternatieve rock, en in mindere mate heavy metal. Enkele bekende bands die bij Hopeless spelen zijn Sum 41, Avenged Sevenfold, Thrice, Yellowcard, All Time Low, Taking Back Sunday, Silverstein, The Used, en Enter Shikari.

## Bands en artiesten

### Bands en artiesten die bij Hopeless spelen
| - Aaron West and the Roaring Twenties - Air Dubai - Anthony Raneri - Bayside - Coldrain - Cruel Hand - Damion Suomi and the Minor Prophets - Driver Friendly - Dryjacket - Enter Shikari - Emarosa - For The Foxes - Have Mercy | - Heroes of Modern Earth - Hundredth - The KickDrums - Milk Teeth - Moose Blood - New Found Glory - Neck Deep - The Ready Set - Roam - Samiam - Somos - Story Untold - Sum 41 | - SycAmour - Sylar - Taking Back Sunday - Trash Boat - Trophy Eyes - The Used - Waterparks - What's Eating Gilbert - With Confidence - The Wonder Years - Worthwhile - Yellowcard - Young and Heartless |

### Bands en artiesten die niet meer bij Hopeless spelen
| - 88 Fingers Louie - Amber Pacific - Against All Authority - All Time Low - Anarbor - Andy Shauf - Atom And His Package - Avenged Sevenfold - Brazil - Break The Silence - Bright Light Avenue - Common Rider - The Dangerous Summer - Digger | - Dillinger Four - Divided by Friday - Ever We Fall - Guttermouth - Gasoline Heart - Heckle - Kaddisfly - King Ramen - Falling Sickness - Fifteen - Funeral Oration - The Human Abstract - Jeff Ott | - The Nobodys - Nural - Mustard Plug - The Queers - Royden - Samiam - Schlong - Selby Tigers - Silverstein - There for Tomorrow - Thrice - We Are The In Crowd - White Kaps |